# Hans Söding
Hans Heinrich Söding (* 1. Juni 1898 in Papenburg an der Ems; † 4. September 2001 in Ascheberg) war ein deutscher Botaniker und Hochschullehrer.

## Leben

### Familie und Ausbildung
Hans Söding, der Sohn von Heinrich Söding sowie dessen Ehegattin Margarete geborene Veen, legte 1917 sein Abitur am humanistischen Staatlichen Kurfürst-Salentin-Gymnasium in Andernach ab. Nachdem er im Anschluss das Studium der Rechtswissenschaften abgebrochen hatte, wandte er sich dem Studium der Naturwissenschaften mit dem Schwerpunkt Botanik bei Hans Fitting an der Rheinischen Friedrich-Wilhelms-Universität Bonn zu, 1918 wechselte er zu Wilhelm Ruhland an die Eberhard Karls Universität Tübingen, zwei Jahre danach zu Alfred Voigt an die Universität Hamburg, dort erfolgte 1923 seine Promotion zum Dr. rer. nat. Seit 1919 war er Mitglied der katholischen Studentenverbindung AV Cheruskia Tübingen im CV.
Der der Römisch-Katholischen Glaubensgemeinschaft angehörende Hans Söding ehelichte 1929 Bertha geborene Link. Aus der Ehe entstammten vier Kinder Hans Söding verstarb im September 2001 im Alter von 103 Jahren im westfälischen Ascheberg.

### Beruflicher Werdegang
Hans Söding war nach seinem Studienabschluss als Assistent am Botanischen Garten der Westfälischen Wilhelms-Universität in Münster eingesetzt, 1927 folgte er dem Angebot auf eine Stelle als Mitarbeiter am Botanischen Garten der Technischen Universität Dresden, 1928 habilitierte er sich als Privatdozent für das Fach Botanik in Dresden, im gleichen Jahr wurde er am dortigen Botanischen Institut zum Oberassistenten ernannt, 1934 wurde er zum außerordentlichen Professor für Botanik befördert. 1941 übersiedelte er als außerplanmäßiger Professor an die Westfälische Wilhelms-Universität. 1947 nahm er den Ruf auf eine außerplanmäßige Professur für Botanik am Staatsinstitut für Allgemeine Botanik der Universität Hamburg an. Der dort zum Wissenschaftlichen Rat ernannte Hans Söding, einer der Pioniere der Wuchsstoffforschung, wurde 1963 emeritiert.

## Forschung
Hans Söding war einer der Pioniere der pflanzlichen Hormonforschung und gehört zu den maßgeblichen Entdeckern der Auxine. Er publizierte grundlegende experimentelle Arbeiten zu Auxin-induzierten Änderungen der mechanischen Eigenschaften der Zellwände. Weitere Arbeitsgebiete neben der Hormonforschung waren die pflanzlichen Abwehrmechanismen gegen bakterielle Pathogene und Ausgleichsbewegungen von Blättern.

## Publikationen
- Wuchshormone der Haferkoleoptile. Ber. Deut. Bot. Ges. 41, 396 (1923).
- Zur Kenntnis der Wuchshormone in der Haferkoleoptile. In: Jahrbücher für wissenschaftliche Botanik,  Verlag Gebrueder Borntraeger, Berlin, Bd. 64 S. 587–603 (1925).
- ebd., Bd. 74, S. 127–151 (1931)
- ebd., Bd. 77, S. 627–656 (1932)
- ebd., Bd. 79, S. 231–255 (1934)
- Mit Hildegard Funke: Wachstum der Pflanzen. In: Handwörterbuch der Naturwissenschaften, Band 10, G. Fischer, 1935
- Schwankungen in der Empfindlichkeit des Hafertestes und ihre Beziehungen zu Wetterfaktoren. In: Jahrbücher für wissenschaftliche Botanik,  Verlag von Gebrueder Borntraeger, Berlin, Bd. 90, S. 1–24 (1941).
- Die Wuchsstofflehre; Ergebnisse und Probleme der Wuchsstofforschung, G. Thieme, Stuttgart 1952, russisch, 1955
- Mit Edith Raadts: Chromatographische Untersuchungen über die Wuchsstoffe der Haferkoleoptile. In: Planta, Band 49, Springer-Verlag, Berlin 1957, S. 47–60.